# Senapismo

Seme di senape nera al microscopio

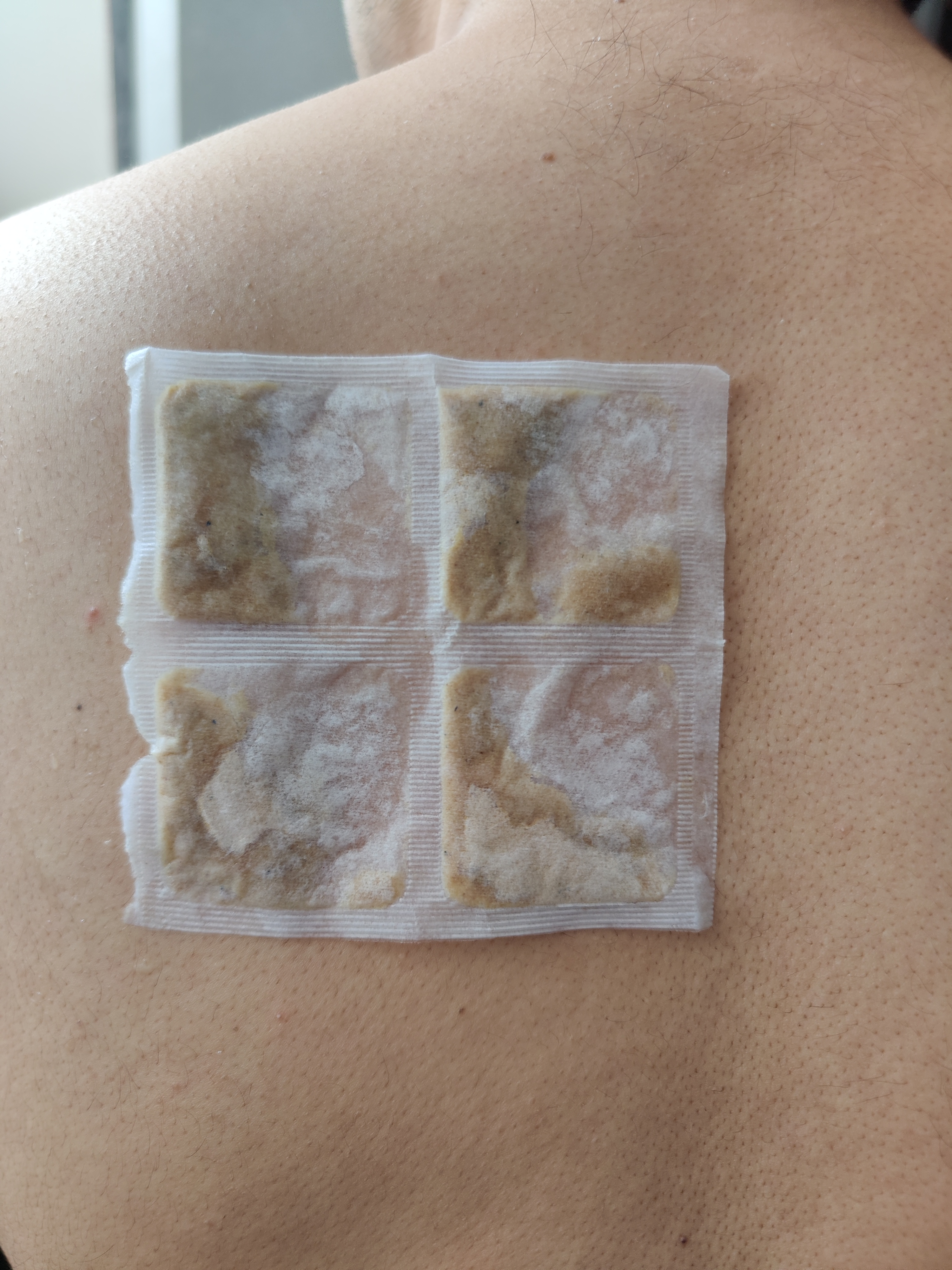
Senapismo

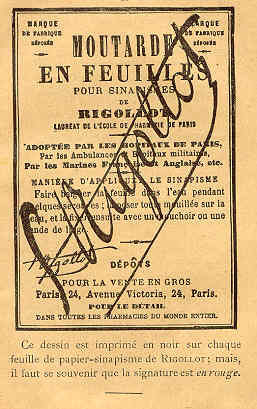
Pubblicità del senapismo commerciale francese Rigollot (anno 1920)

Senapismo è un cataplasma preparato con farina di senape nera usato un tempo in medicina come rubefacente e revulsivo ma utilizzato ormai quasi esclusivamente nella Medicina popolare.

## Etimologia
Il vocabolo proviene dal latino tardo sinapismus, a sua volta dal greco antico: σιναπισμός?, sinapismòs.
Il vocabolo latino è presente in autori del V secolo che rimaneggiavano per lo più opere precedenti in lingua greca: Celio Aureliano e Publio Vegezio Renato. 

## Meccanismo d'azione
I semi della senape sono molto piccoli (1-2 mm di diametro) e triturati e bagnati con acqua acquistano un caratteristico odore irritante e sapore acre e bruciante a causa della presenza della sinigrina, un glucoside che, in presenza di acqua, viene scisso dall'enzima mirosinasi in glucosio, solfato acido di potassio e isotiocianato di allile. Quest'ultimo, responsabile per inciso del sapore acre, viene assorbito attraverso la pelle, produce calore e, stimolando le terminazioni nervose superficiali, funziona come rubefacente e pertanto un tempo veniva usato in medicina contro dolori reumatici o muscolari. Se applicato sulla cute troppo caldo o troppo a lungo il senapismo poteva causare ustioni, mentre i vapori di isotiocianato di allile potevano causare nausea. Il senapismo è usato ormai quasi esclusivamente nella Medicina popolare.
Il fastidio comportato da questa terapia è passato nel linguaggio comune per cui nel vocabolario della lingua italiana "Senapismo" ha anche il significato di «Persona noiosa, molesta, insopportabile».